# Municipio de Island Lake (condado de Lyon)
El municipio de Island Lake (en inglés: Island Lake Township) es un municipio ubicado en el condado de Lyon en el estado estadounidense de Minnesota. En el año 2010 tenía una población de 175 habitantes y una densidad poblacional de 1,87 personas por km².

## Geografía
El municipio de Island Lake se encuentra ubicado en las coordenadas 44°24′59″N 96°0′31″O / 44.41639, -96.00861. Según la Oficina del Censo de los Estados Unidos, el municipio tiene una superficie total de 93.83 km², de la cual 92,49 km² corresponden a tierra firme y (1,43 %) 1,34 km² es agua.

## Demografía
Según el censo de 2010, había 175 personas residiendo en el municipio de Island Lake. La densidad de población era de 1,87 hab./km². De los 175 habitantes, el municipio de Island Lake estaba compuesto por el 99,43 % blancos, el 0,57 % eran de otras razas. Del total de la población el 1,71 % eran hispanos o latinos de cualquier raza.